# Point-to-Point Protocol over ATM
PPPOA lub PPPoA, Point to Point Protocol over ATM – protokół sieciowy służący do kapsułkowania ramek PPP w  warstwę adaptacyjną ATM AAL5 (ang. ATM Adaptation Layer 5). Używany głównie do komunikacji modemów z siecią ATM w usługach DSL oraz ADSL.
PPPoA zapewnia standardowe cechy protokołu PPP, takie jak uwierzytelnianie, szyfrowanie oraz kompresja. Jeśli jest używany jako sposób połączenia do sieci ATM może nieznacznie zmniejszyć obciążenie w sieci (o około 0,58%) w porównaniu do enkapsulacji PPPoE. Jest pozbawiony także wad, które posiada PPPoE, związanych z mniejszym MTU niż w standardowych ethernetowych protokołach komunikacyjnych. Współpracuje także (podobnie jak PPPoE) z enkapsulacją typu VC-MUX oraz LLC.